# Aralia chińska
Aralia chińska (Aralia chinensis L.) – gatunek należący do rodziny araliowatych. Występuje w Chinach (w prowincjach Fujian, Guangdong, Guangxi, Guizhou, Hajnan i Jiangxi) oraz w Wietnamie i Malezji.

## Morfologia
PokrójKrzew (1,5)2–5 m wysoki, rzadziej małe drzewo do 7(8) m wysokości. Pędy o korze jasnobeżowej, grubej opatrzone kolcami.
LiścieDwukrotnie pierzaste, skrętoległe; na rozgałęzianiach osi liścia para dodatkowych listków. Ogonki liściowe 25–40 cm długie, owłosione lub kolczaste. Ogonki listków (1)3–7(12) mm długie. Listków po 5–13 w segmencie, sztywnych, stosunkowo grubych, owalnych do szeroko-owalnych, o wymiarach 7–16,5 x 5–11,5 cm. Górna powierzchnia blaszki liściowej blado szaro-zielona, pokryta wełnistymi włoskami; dolna powierzchnia blaszki jasnawo-zielona, gęsto owłosiona; żyłki liściowe w 9–11 parach. Nasady listków nieco sercowate do zaokrąglonych; krawędzie listków nierówno piłkowane, szczyt ostro zakończony, czasem silnie wyciągnięty i skrzywiony w bok.
KwiatostanyWydłużone wiechy baldachów; szypuła wiechy długa na 20 cm, szypuły baldachów – na 35–80 cm; wiecha zakończona baldachem o specyficznej budowie:centralny baldaszek składa się z kwiatów obupłciowych, boczne – z męskich. Podsadki nie odpadające, lancetowate, wąsko trójkątne albo podługowate, czasem podobne do liści, długie na 2,5 cm. Baldaszki 20–50-kwiatowe.
KwiatyObupłciowe lub jednopłciowe (męskie), drobne, 5-krotne, zwykle białe. Szypułki kwiatowe dług. 8–21 mm, gęsto owłosione. Krawędź kielicha z 5 ząbkami. Płatków korony 5, w pączku zachodzących na siebie. Pręcików 5, W zalążni 5 owocolistków. Szyjek słupka 5 zrośniętych u podstawy.
OwoceJagody, okrągłe, do okrągło-owalnych, średnicy 3–4,5 mm; szyjki słupka nie odpadające, zagięte do tyłu.

## Biologia i ekologia
Nanofanerofit. Występuje na brzegach potoków w lasach, w zaroślach na stokach. Kwitnie w październiku-grudniu, owocuje w listopadzie-styczniu. Roślina trująca

## Zastosowanie
Roślina ozdobna: Do Europy (Francja) introdukowana w 1838. Może być uprawiana w strefach mrozoodporności 7-10. Wymaga gleby stale wilgotnej, nieco kwaśnej. Dobrze rośnie w półcieniu. Rozmnaża się z nasion wysiewanych jesienią, lub wiosną z odrostów.